# Гейврілл (Флорида)
Гейврілл (англ. Haverhill) — місто (англ. town) в США, в окрузі Палм-Біч штату Флорида. Населення — 2187 осіб (2020).

## Географія
Гейврілл розташований за координатами 26°41′27″ пн. ш. 80°7′19″ зх. д. / 26.69083° пн. ш. 80.12194° зх. д. (26.690958, -80.121835). За даними Бюро перепису населення США в 2010 році місто мало площу 1,65 км², уся площа — суходіл.

## Демографія
Згідно з переписом 2010 року, у місті мешкали 1873 особи в 641 домогосподарстві у складі 499 родин. Густота населення становила 1137 осіб/км². Було 687 помешкань (417/км²).
Расовий склад населення:
| - 64,1 % — білих - 23,5 % — чорних або афроамериканців - 1,8 % — азіатів - 0,5 % — вихідців з тихоокеанських островів - 0,5 % — корінних американців - 7,4 % — осіб інших рас |

До двох чи більше рас належало 2,2 %. Частка іспаномовних становила 29,2 % від усіх жителів.
За віковим діапазоном населення розподілялося таким чином: 23,7 % — особи молодші 18 років, 66,0 % — особи у віці 18—64 років, 10,3 % — особи у віці 65 років та старші. Медіана віку мешканця становила 39,0 року. На 100 осіб жіночої статі у місті припадало 96,1 чоловіків; на 100 жінок у віці від 18 років та старших — 93,0 чоловіків також старших 18 років.
Середній дохід на одне домашнє господарство становив 66 693 долари США (медіана — 51 250), а середній дохід на одну сім'ю — 75 916 доларів (медіана — 57 969). Медіана доходів становила 40 458 доларів для чоловіків та 43 438 доларів для жінок. За межею бідності перебувало 23,4 % осіб, у тому числі 29,9 % дітей у віці до 18 років та 9,6 % осіб у віці 65 років та старших.
Цивільне працевлаштоване населення становило 924 особи. Основні галузі зайнятості: освіта, охорона здоров'я та соціальна допомога — 21,3 %, науковці, спеціалісти, менеджери — 13,0 %, роздрібна торгівля — 10,2 %, будівництво — 9,5 %.